# Kermit (Software)
Kermit ist ein Programmpaket zur Datenübertragung zwischen verschiedenen Rechnern. Es wurde nach Kermit dem Frosch aus der Muppet Show benannt. Das Programm wurde seit 1981 an der Columbia University in New York entwickelt und dort bis zum 30. Juni 2011 gepflegt. Der größte Teil der Software wurde bis dahin unter Open-Source-Lizenz freigegeben. Das ursprüngliche Projekt wird seitdem nicht mehr weitergepflegt, es gibt aber Kermit 95, C-Kermit und E-Kermit als aktive Nachfolgeprojekte.

## Funktionsweise
Kermit benutzt zum Überspielen von Dateien das Kermit-Protokoll. Ähnlich wie bei UUencode werden in diesem in der Grundeinstellung alle zu übertragenden Zeichen als 7-Bit ASCII-Zeichen kodiert. Dabei werden sowohl die Steuerzeichen (die ersten 32 Zeichen des ASCII-Kodes) als auch alle Zeichen, die außerhalb des Zeichensatzes stehen, mit einer entsprechenden Kennung markiert. Dies ist aber konfigurierbar, so dass auf entsprechenden Leitungen auch 8-Bit-Zeichen übertragen werden können.
Neben der reinen Datenübertragung kann man Kermit auch zum Anmelden auf einem anderen Rechner verwenden – wenn dort Kermit im Server-Modus läuft – und diesen zum Teil bedienen.
Da es Kermit für fast jedes Betriebssystem gibt, wird das Programm häufig zur systemübergreifenden Datenübertragung verwendet.
Das Kermit-Protokoll war ursprünglich für Peer-to-Peer-Verbindungen gedacht, um auch bei schlechten Verbindungen bzw. Leitungen eine hohe Datensicherheit zu erzielen.